# BigNick
BigNick (* 29. September 1987 in Eilenburg, Sachsen, bürgerlich Nick Kreiseler) ist ein deutscher Radiomoderator.

## Leben
Nach dem Abitur im Jahr 2007 am Martin-Rinckart-Gymnasium in Eilenburg studierte Nick Kreiseler Rechtswissenschaften an der Friedrich-Schiller-Universität Jena und an der Martin-Luther-Universität Halle-Wittenberg. Anschließend absolvierte er ein Volontariat bei Radio Top 40, dem Jugendsender von Antenne Thüringen. Als Nachmittags-Nick ging er 2010 auf Sendung und wurde 2011 Morningshow-Host. 2015 wechselte er zum Radiosender 89.0 RTL mit Sitz in Halle (Saale). Dort moderierte er mit stets wechselnden Sidekick-Moderatoren bis 2023 die Morningshow. 2017 wurde Nick Kreiseler für den Mitteldeutschen Rundfunkpreis nominiert und gewann 2018 den Niedersächsischen Medienpreis. Seinen Spitznamen erhielt aufgrund eines Körpergewichts von 200 Kilo. Nach eigenen Angaben kam es durch den Stress der Frühschicht zur Gewichtszunahme.
2022 unterzog sich BigNick einer Magenverkleinerung und verlor dadurch über 85 Kilo Körpergewicht. Seit 2024 moderiert BigNick die Nachmittagssendung bei 89.0 RTL.